# Милешкина-Смилкова, Оксана Михайловна
Оксана Михайловна Милешкина-Смилкова (род. 16 августа 1955, Киев) — советская, российская и чешская театральный режиссёр. Заслуженная артистка Украинской ССР.

## Биография
Родилась в 1955 году в Киеве.
Отец — Мелешкин Михаил Тимофеевич (1918—1980), д. э. н., профессор, член-корр. АН Украинской ССР, мать — преподаватель литературы.
Ещё школьницей начала сниматься в фильмах Киностудии им. Довженко, в частности, в фильме «Где 042?».
В 1977 году окончила по специальности актёрское мастерство Киевский государственный институт театрального искусства (класс Н. Н. Рушковского).
С 1977 года — актриса Киевского театра русской драмы им. Леси Украинки.
В 1985 году окончила по специальности режиссёр-постановщик Ленинградский государственный институт театра, музыки и кинематографии (ЛГИТМиК) (класс А. С. Гончарова).
Как режиссёр продолжила карьеру в Москве, ставила спектакли в различных театрах, в 1989—1990 годах — главный режиссёр в московском Театре мимики и жеста.
В 1990—1995 годах — генеральный директор Центра визуального и драматического искусства в г. Москве.
В 1994 году вышла замуж за чеха, по мужу — Смилкова, с 1996 года живёт в Чехии в городе Оломоуце.
В 1999 году как режиссёр поставила спектакль «Мастер и Маргарита» в пражском Национальном театре, спектакль был номинирован на чешскую театральную премию имени Альфреда Радока.
Ставила по А. П. Чехову спектакли «Чайка» (2003), «Вишнёвый сад» (2012), «Дядя Ваня», по М. Ю. Лермонтову спектакль «Маскарад» (2005). По собственной пьесе поставила спектакль «Электра».
Активно участвует в международных культурных и театральных мероприятиях, неоднократный член жюри конкурса театральных постановок в рамках студенческого фестиваля ВГИК.
Работает приглашённым режиссёром в различных театрах, занимается живописью. Педагог в Академии изящных искусств им. Л. Яначека в Брно.

## Фильмография
- 1968 — Беглец из «Янтарного» — воспитательница
- 1969 — Где 042? — Василинка, комсомолка-заложница
- 1971 — Всего три недели... — Светлана
- 1973 — Каждый вечер после работы — Полковова, ученица вечерней школы, парикмахер